# Holy☆Hearts!
『Holy☆Hearts!』（ホーリー・ハーツ!）は、神代明による日本のライトノベル。イラストは緋賀ゆかりが担当している。スーパーダッシュ文庫（集英社）より2003年9月から2005年11月まで刊行された。
『月刊コミックラッシュ』（ジャイブ）にて緋賀ゆかりによるコミカライズが2005年9月号から2006年10月号まで連載された。

## 登場人物
キュノ
フィオーレ。物語開始時は15歳。幼い頃に教会に捨てられていた所をエクスに拾われ、以後教会でエクス、フェリカに育てられる。幼い頃エクスのアウフルーフをいたずらした際に、自らの左腕を「銀の弾」で撃ち抜いてしまった過去を持つ。フィオーレだが、その事故に使われたアウフルーフを自分の銃として所持している。育ての親二人が大好きで、二人と同じシスターを目指す。エクスに鍛えられた射撃の腕は二位のジンジャーに遥かに差をつけて同期中一位
的を見ずに的のド真ん中を片手撃ちで打ち抜いたりも出来る腕前だが、居眠り中によくエクスに銃を向けられ即座に反応して構えるも「ちょっと反応が遅いぞ！」と言われている。射撃の腕とは反対に、癒しは赤点レベル。無理矢理に癒しの力を使うと全身に激痛を伴ってしまう。特技・居眠り、チャームポイント・ゆるゆるおさげと子供な性格（みんな大好き）
アウフルーフの事故後、一時的な銃恐怖症に陥ったことがある。しかし、エクスに銃を分解して「力を失くす」ことを教えられたためこれを克服、以後銃の訓練が始まって今の腕前に至る。
居眠り癖もこのときの事故が影響していて、「銀の弾」による「祝福」や「洗礼」を消してしまう効果によってわずかながら「眠り病」に蝕まれているため。このことから、常にキュノは「眠り病」による永眠の危険性を抱えている。また、彼女の容姿が年頃に比べて幼いのは、「眠り病」による睡眠の間、仮死状態となって体内の時間が止まってしまうため。
イズコールとは別にエクスから譲り受けた小さな銃を携帯することになり、それがキュノたちのピンチを救うことになる。
アリシア
フィオーレ。中央緑府からジンジャーと一緒にやって来たキュノの親友にしてパートナーの一人。周りへの気配りを怠らないおっとり娘で兄弟が多い。シスター候補は代々シスターを多く輩出している家系が多い中、アリシアの家系はアリシアが初のシスター候補。幼い頃ミュータントに襲われた所をシスター・スノーフレイクに助けられた事がきっかけでシスターを目指す。癒しの力は同期中トップ。でも射撃は赤点レベル。未だにミュータントに恐怖感を覚えるも、克服しようとキュノ達と共に頑張っている。食べ物に目が無く、食べる速さはマジックでも見ているかの様に早い。
十人家族で、アリシアは次女で上から五番目にあたる。他の九人もアリシア同様の大食漢という家計が厳しい環境で育ったため、ジンジャーさえ跳ね飛ばされる人ゴミをスイスイすり抜けたり（安売りバーゲンに勝つために身に付けたスキル）、家事全般が完璧だったりと非常に逞しく育ってきた。反面、極度の貧乏性で高級な食材を口にするとお腹を痛めてしまう。
セーメ時代、高官の家系の出身者が多い緑府の教会では少々窮屈な思いをして過ごしてきたようだ。「ジンジャーさんがいてくれたからまだマシだった」と語っている。
最終戦ではガンリュー家の武器庫から麻酔銃と「刀鍛冶が鍛えた匠のフライパン」をチョイスし、その眼力にジンジャーは驚いていた。このフライパンは実戦でも大活躍し、後にジンジャーから贈られることになる。
ジンジャー
中央緑府の高官で侍の父とシスター・ウィルを母に持つ、代々侍の家柄であるガンリュー家の一人娘。キュノのパートナーにして親友のもう一人。堪えず「侍の魂」である刀を帯刀しており、風呂場にも頭に括り付けて入るほど。親しくなるほど言葉少なになるが、反対に“大いに目で語る”。アリシアとはセーメの頃からの親友同士。クマと人気歌手セルゲイ君に目が無い。無口な彼女に「その目は多くを語ってますね」と最初に気付かせたのがセルゲイで、この言葉をきっかけにシスターを目指す。（後にキュノも落ち込むジンジャーに同じ事を語りかける。）銃、癒し、体術共に同期の中で総合トップ。父親の従兄弟のイズナが彼女の剣の師匠。
緑府の高官の娘なこともあり、誘拐などよく命の危険にさらされてきた過去を持つ。さらには父クロウや師イズナに、彼女に実戦の経験をさせておく目的もあったとは言え、その犯人たちを一網打尽にしようと囮にされたことすらある。しかし何でも「修行」と受け取ってしまうポジティブさもあって、そのことを引きずっているようなことはない。
エクス
フィオーレ時代にキュノを最初に見つけ拾った、キュノの保護者の一人。物語開始時は25歳。金髪蒼眼の美女。キュノ曰く「キュノのお父さん」。大の博打好きであるがこれでもシスターで、銃使い“ヴェント”の称号を持つ最年少ヴェント。ゆえに「最強の銃使い（ヴェント）」と呼ばれ、リボルバーでゼロショットを撃つ、馬上から遠く離れた的を撃つなどその名に恥じない実力を持つ。相方であるフェリカとはよくケンカをしているが非常に仲が良く、二人がまだ少女の時から共にキュノを育ててきた。夜の街などにも顔が広く、占い師ガーヤトリーやジンジャーの師匠イズナとも知り合い（このため、キュノとジンジャーは出会う前から繋がりがあったことになる）。キュノの射撃の師匠。性格はいたってさっぱりとしている。幼馴染みの女の子（リアトレスのこと）と結婚の約束をしたかわいい過去とキュノと似た様な過酷な過去を持つ。
幼い頃、父と旅をしていたがゴーダによってつけられた傷が原因の病気によって死に別れ、一人で放浪していたところにゼキと出会う。その後一年ほど共に旅をしていたが、ゼキが負った怪我がキッカケ(この傷もゴーダによるもの)でルチンと一緒に白府の教会に置き去りにされる。こうしてキュノと同じように教会に拾われ、癒しの力があることが判ってシスターへの道を歩みだす。彼女がゼロショットを使えるのはゼキに憧れ、彼が使ったものを練習していたため。本人曰く、真似して身に付けたものらしい。この過去から、ゴーダを「自分の大切な者を奪っていく存在」として激しく憎み、自らの手で決着をつけることを強く望んでいる。
フェリカ
エクスと共にキュノを育てたもう一人のキュノの保護者。良識人であるが、馬に乗ると性格が変わる。キュノ曰く「キュノのお母さん」。銃よりも癒しの方が得意で「癒し手（ルーナ）」の称号を持つ。エクスとのケンカは日常茶飯事で、サークルクロスの癒しの力を逆転させ気力・体力を一気に奪うという使い方をしたりする。内面はとても慈愛に満ちた女性だが、それを表に出すのが苦手。
ジャスパー
キュノが教会で暮らす様になったしばらく後、幼い頃に母と一緒に教会に働きにきた青年。よくエクスにキュノのお守りを押し付けられていた。現在教会の食堂でコックをしている。キュノ曰く「キュノのお兄ちゃん」。料理の腕は相当なモノであるが、保安局の保安官試験にも合格した。教会のセーメやフィオーレ達女の子に結構モテるが、本人には別に好きな人がいるのでその気無し。
シスター・スノーフレイク
セーメ、フィオーレ、スペランツァを各1年ずつで昇格しシスターになった1年後には“完璧なシスター”「ソーレ」の称号を手にし、「いずれはグランドマザーに」と言われた程の元シスター。現在は賞金稼ぎ。ソーレだった頃のある日を境に忽然と教会から姿を消し、その後賞金稼ぎとなる。シスターだった頃、アリシアを助けた事がある。キュノと同じ癒しの力による全身に激痛を伴う症状を持つ。彼女はアリシアの憧れであり目標である。悪徳高利貸しに引き取られた子供時代、同年代の子供と折り合いが悪かったリアトリスのエクスと分かれた後の唯一の理解者だった。
ケン君リアトリスの弟。店に来たキュノに一目惚れし、酔っ払いに絡まれた所を助け、以降年下なのにジャスティよろしくキュノを「お嬢ちゃん」と呼ぶ事に。リアに「エクスみたいな男になりなさい」と言われながら育てられただけあり、とても正義感溢れる快活な男の子。事あるごとにキュノ達に助力してくれる。とても働き者で、お店にキュノがくると決まってサービスしてくれる。
リアトリスケンの姉で、エクスの幼馴染み。鞭の使い手。弟を育てる為、不本意ながら悪事に手を染めていたが、ある事件でエクスの助力により温泉宿の女将さんとしてケンと再出発する。悪事に手を染めていた頃の部下達がその後も宿や店を手伝う所からも下に慕われるリーダー格の女性である。
シスター・レオナ“完璧なシスター”を意味する「ソーレ」の称号を持つ。教会の教官シスター達をまとめる統括役である。元々エクスやフェリカ達の教官。いつも携えている赤い本の角で、よく遊んでいるエクス達に「本の角チョップ」を喰らわせている。
シスター・エルレイン生徒（セーメ）寮寮長。岩を掘り込んだ様な厳しい顔と態度で生徒達に恐れられている。ちなみにジャスティ・シリーズに出てくるジャスティの相棒の少女の名前も「エルレイン」である。
セルゲイ・ストリゴイ中央緑府で大人気の美形歌手。ジンジャーが大ファンであり、ジンジャーがシスターを目指すきっかけを与えた人。
ザックロー教会に水産物の納品に来る漁師。キュノやジャスパーの兄的存在。
ミナキュノたちと同期のフィオーレ。キュノの幼馴染。
クレアキュノたちと同期のフィオーレ。キュノの文通仲間。
リジースペランツァ。キュノの幼馴染で居眠り仲間。
ヴァレリースペランツァ。怪談好きでアリシアと気が合う。
アンリエッタスペランツァ。腹黒お嬢様で、リジーたちの同期。
ターニャキュノたちの後輩フィオーレ。キュノにやたらと突っかかる。
ローザキュノたちの後輩フィオーレ。無口でコミュニケーションを取りたがらない。
イズミキュノたちの後輩フィオーレ。ジンジャーに憧れる従妹。
マリィキュノたちの後輩フィオーレ。アリシアに憧れている。
ウル通称「黒衣の賞金稼ぎ」。キュノを気に入る。
ゼキリアトレスの部下の賞金稼ぎ。左目に大きな傷がある。
ルチン教会に住む犬。教会の仕事に協力する知性ある動物「ウアイ」。
エンザルチンの兄弟犬。ゴーダに協力する。
ゴーダ・ジィ白府に現れた世界的犯罪者。
イズナジンジャーの師匠でイズミの叔父。
クロウ・ガンリュージンジャーの実父。中央緑府の高官。
シスター・ウィルジンジャーの実母。実はフェリカの母の同期。
ガーヤトリーキュノの前に現れた占い師。エクスやゼキと知り合い。

## 用語
シスター銃でミュータントを倒したり癒しの力で治癒を行ったりすることで世界を守る職業。世界公務員である。癒しの力を持つ女性しかなることができず、その他にも数々の試験をクリアする必要がある。服は濃紺のシスター服。
全世界の女性すべての憧れの職業であるが、その最大の理由は玉の輿になりやすいから。とはいえそれは、多くの人がシスターが命を賭けた職業であることを失念しているという面も大きい。
スペランツァ（シスター見習い）シスターの補佐として実務を行う者で、準世界公務員として給料も出る。シスターの一つ手前の段階ではあるが、ここからシスターになれるのは10人に1人程度。服は空色に黄色のラインが入っているケープとワンピース。
フィオーレ（候補生）白府にある教会本部で専門知識や技術の習得を行う者。給料も多少出る。学習や実習、寮生活も含めて4人一組の班行動が基本であり、スペランツァへの昇格も班単位で判定される。ここからスペランツァになれるのは半数以下。服はワインレッドのケープとワンピース。また銃とサークルクロスも支給される。
セーメ（生徒）各地にある教会で基本的なことを学んでいる者。癒しの力を持つことがなるための条件で、おおよそ試験を受けた者のうち5人に1人が合格する。ここで良い成績を出すとフィオーレに昇格できる。
アウフルーフ（シスター専用銃）シスターのみが持つことを許可された、「銀の弾」と呼ばれる専用弾丸を撃つための銃。通常の弾丸は構造的に使えないようになっているほか、弾丸は1発しか装填されていない。所有者は決して手放してはいけないという規則もある。ミュータントを倒せる一撃必殺の武器。
イズコール（フィオーレ専用銃）フィオーレに支給される銃。麻酔弾が1発だけ装填されている。ミュータントにも有効であるが、相手が大きいと効きにくいため急所に撃つ必要がある。また、教会からの持ち出しは禁止されており、外出時は聖具室に預けなくてはいけない。
サークルクロスシスター達が癒しの力を使うときの発動媒体。十字型をしており、常時は胸に着けておく。フィオーレになると支給される。このサークルクロスを反応させる事が出来るか否かがフィオーレになれるかどうかの第一関門である。
ブラックホークこの世界の大人気小説『ジャスティ・シリーズ』の主役ジャスティの愛銃のリボルバー。と同時に、エクスがアウフルーフの他に常に携帯している通常銃の名前も同じ「ブラックホーク」である。エクスはある事件に巻き込まれた際、地下闘技場でこのブラックホークを使って対するミュータントに対し「ゼロショット」を劇中初めて披露した。シスター達はアウフルーフが「銀の弾」専用の為、通常銃も携帯している。フェリカが所持している通常銃はベレッタ。
ミュータント元々は普通の動物だが、人の血を吸うことで人を捕食するミュータントに変貌する。変貌まである程度の時間の経過が必要。この事実は一般人はおろか、スペランツァ以下の教会関係者にも知らされていない特密事項。人間の血液内にある特殊な力が動物達に対して悪影響を及ぼすらしく、どうやら教会が秘匿しているある秘密が絡んでいるらしい。高い敏捷性と耐久性、そして回復力を持つため倒すのは困難。通常の武器による攻撃は効きづらく、急所に銀の弾を撃ち込むか頭と胴体を切り離すのが有効。シスターはこれを倒すことも仕事の一つとなっている。
ゼロショット「銀の弾」でない通常弾でミュータントを葬るというとんでもない大技。本来はこの世界での大人気小説『ジャスティ・シリーズ』の主人公ジャスティが使う技である。ミュータントには強力な再生能力があるため、通常弾単発での攻撃では致命傷はまず与えられず、うまく脳にHITしてもすぐに再生されてしまう。ゼロショットは通常弾でミュータントに致命傷を与える為、ミュータントの再生能力が追いつく前にミュータントの脳を破壊するという必殺技であり、歴戦のシスターでも使える者が少ないかなりの荒技なのである。ゼロショットの動作フローは以下の通り。
1. ミュータントの攻撃を回避しつつ、ミュータントの間合いに飛び込む
2. 頭部に銃を密着
3. ミュータントに次の攻撃をされる前に、脳へ微妙に角度を変えながら一瞬で全弾連射

オートマチック銃でならゼロショットを使えるシスターもいるらしいが、リボルバーでこれを使った実在の人物（ジャスティシリーズの登場人物でない）は、劇中ではゼキとエクスのみ。

## 既刊一覧

### 小説
- 神代明（著） / 緋賀ゆかり（イラスト） 『Holy Hearts!』 集英社〈スーパーダッシュ文庫〉、全8巻
  1. 「世界を守る、おしごとです。」2003年9月25日発売[2]、ISBN 4-08-630145-8
  2. 「大好きだから、いっしょです。」2004年1月23日発売[3]、ISBN 4-08-630166-0
  3. 「明日を信じる、こころです。」2004年6月25日発売[4]、ISBN 4-08-630188-1
  4. 「勇気をくれる、なかまです。」2004年9月22日発売[5]、ISBN 4-08-630205-5
  5. 「忘れられない、ぬくもりです。」2004年12月18日発売[6]、ISBN 4-08-630217-9
  6. 「やさしさ運ぶ、そよかぜです。」2005年4月22日発売[7]、ISBN 4-08-630234-9
  7. 「想いを伝える、まなざしです。」2005年7月22日発売[8]、ISBN 4-08-630246-2
  8. 「夜明けをつげる、ほほえみです。」2005年11月25日発売[9]、ISBN 4-08-630269-1

### 漫画
- 神代明（原作） / 緋賀ゆかり（作画） 『Holy Hearts!』 ジャイブ〈CR COMICS〉、全2巻
  1. 2006年4月発行、ISBN 4-86176-291-X
  2. 2006年11月発行、ISBN 4-86176-345-2